# Elephantomyia (Elephantomyia) inaequistyla
Elephantomyia (Elephantomyia) inaequistyla is een tweevleugelige uit de familie steltmuggen (Limoniidae). De soort komt voor in het Afrotropisch gebied.